# 兵庫県道378号六分一神出線
兵庫県道378号六分一神出線（ひょうごけんどう378ごう ろくぶいちせん）は、兵庫県加古郡稲美町から神戸市西区に至る一般県道である。

## 概要
加古郡稲美町六分一から神戸市西区神出町田井に至る。

### 路線データ
- 起点：加古郡稲美町六分一（兵庫県道514号志染土山線交点）
- 終点：神戸市西区神出町田井（兵庫県道65号神戸加古川姫路線交点）
- 総延長：3.010 km

## 路線状況

### 重複区間
- 兵庫県道377号野村明石線（神戸市西区神出町宝勢・宝勢西交差点 - 神戸市西区神出町宝勢）

## 地理

### 通過する自治体
- 加古郡稲美町
- 神戸市（西区）

### 交差する道路
| 交差する道路                         | 市町村名 | 市町村名 | 交差する場所 | 交差する場所   |
| ------------------------------------ | -------- | -------- | ------------ | -------------- |
| 兵庫県道514号志染土山線              | 加古郡   | 稲美町   | 六分一       | 起点           |
| 兵庫県道148号大久保稲美加古川線      | 加古郡   | 稲美町   | 印南         | 印南西場交差点 |
| 兵庫県道377号野村明石線 重複区間起点 | 神戸市   | 西区     | 神出町宝勢   | 宝勢西交差点   |
| 兵庫県道377号野村明石線 重複区間終点 | 神戸市   | 西区     | 神出町宝勢   |                |
| 国道175号 国道427号 重複             | 神戸市   | 西区     | 神出町田井   | 田井交差点     |
| 兵庫県道65号神戸加古川姫路線         | 神戸市   | 西区     | 神出町田井   | 終点           |

### 沿線
- 神戸市立神出小学校